# Film4
 (janvier 2017).
Si vous disposez d'ouvrages ou d'articles de référence ou si vous connaissez des sites web de qualité traitant du thème abordé ici, merci de compléter l'article en donnant les références utiles à sa vérifiabilité et en les liant à la section « Notes et références ».
Film4 est une chaîne de télévision disponible au Royaume-Uni et en Irlande, appartenant au réseau Channel 4 et à sa maison-mère Channel Four Television Corporation. Elle est gratuite depuis 2006 et essentiellement consacrée à la diffusion de films.
Film4 Productions est une société de production de cinéma britannique fondée en 1982 en même temps que Channel 4 sous le nom de Channel Four Film (nom actuel de la société depuis 1998). 
Jusqu'en 1998 et l'arrivée de la chaîne, c'était un bloc de programmation diffusé sur Channel 4 sous le nom de Channel four Films ou Films on 4.

## Identité visuelle

Logo de Film4 de 2006 au 26 septembre 2018
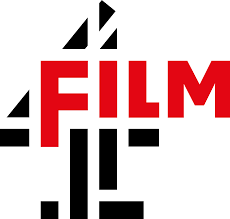
Logo de Film4 depuis le 26 septembre 2018